# Claude Létourneau

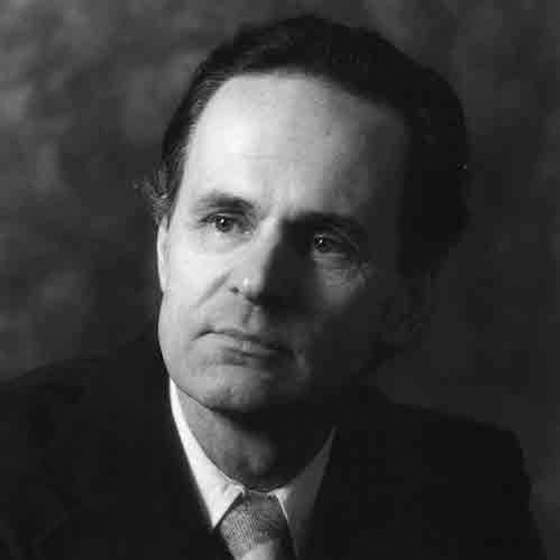
Claude Létourneau

Claude Létourneau (né à Québec le 11 novembre 1924, mort à Québec le 7 octobre 2012) est un violoniste et pédagogue canadien.

## Biographie
Né dans une célèbre famille de musiciens de la région de Québec, et l'un des fils d'Omer Létourneau, il entreprend ses études en violon auprès d'Edwin Bélanger et d'Arthur Leblanc, au Conservatoire de musique de Québec, au Conservatoire de musique de Montréal ainsi qu’au Conservatoire royal de musique de Toronto.
Entre 1941 et 1947, il étudie le violon, la clarinette et la direction à New York au Berkshire Music Center (aujourd'hui le centre de musique de Tanglewood (en)) au Massachusetts auprès de Konrad Held, Valentine Blumberg et Ivan Galamian. Il devient membre du National Orchestral Association (New York) où il se perfectionne en direction d’orchestre avec Léon Barzin. Il reçoit en somme sept bourses du gouvernement québécois et remporte le Prix d'Europe en 1945.
Il devient professeur au Conservatoire de musique de Québec en 1948. Il est membre de l'Orchestre symphonique de Québec à quelques reprises, entre 1940 et 1985, et fonde le Quatuor à cordes Létourneau (1948-1958) qui présente plusieurs concerts dans des écoles de la région de Québec.
En 1990, il crée la Société Musicale Claude Létourneau afin de propager la méthode pédagogique qu'il a conçue et qui porte son nom, destinée à l’apprentissage des instruments à cordes. De nombreux musiciens professionnels et amateurs lui en sont redevables,. La méthode Claude Létourneau est prisée par les professeurs de violon, d’alto et de violoncelle,.
Claude Létourneau est décédé à Québec le 7 octobre 2012.

## La Méthode Létourneau
Dans les années soixante, Claude Létourneau s’intéresse à la pédagogie de Shin'ichi Suzuki qu’il rencontre à maintes reprises. Inspiré des principes du maître, il crée en 1965 sa méthode élémentaire de violon en y incorporant la philosophie de Zoltan Kodaly, qui repose sur l’apport du folklore dans l’apprentissage musical.
La méthode Claude Létourneau s’adresse aux professeurs, aux parents ou aux répétiteurs éventuels. L’enseignement est basé sur la mémorisation des œuvres. À l’aide du disque qui accompagne la méthode, l’élève doit apprendre par cœur le morceau qu’il sera appelé à travailler sur son instrument. Plusieurs des chants de folklore inclus dans la méthode rendent la tâche plus facile. Les pièces ont été choisies parmi les morceaux les plus connus, ceux dont l’élève connait déjà l’élément mélodique auquel s’ajoute l’élément rythmique qui est de première importance; ainsi il développe la mémoire auditive. La méthode contient aussi quelques mélodies des grands compositeurs.
La méthode comprend des photographies qui servent à fixer dans la mémoire de l’élève les différents exercices de tenues et de manipulation de l'instrument.
Le travail est cumulatif, c’est-à-dire constamment répété ou interverti depuis le commencement, tant pour les exercices de manipulation que pour les pièces elles-mêmes.
L’élève doit considérer ce travail comme une période de détente ou il peut se livrer è l’étude d’un instrument qu’il aime. Plusieurs des principes inclus dans la méthode Létourneau sont présentés sous forme de jeux, ainsi au bout de quelque temps l’élève prend plaisir à reproduire ses mélodies préférées au violon.

## La Société musicale Le Mouvement Vivaldi
En 1965, Claude Létourneau fonde La Société musicale Le Mouvement Vivaldi qui est reconnue depuis longtemps comme étant une référence en matière d’enseignement des cordes hors campus au Québec. L’objectif étant de d’offrir une formation basée sur la méthode Létourneau tant aux élèves qu’aux professeurs désirants appliquer cette méthode.
Grâce à cette initiative, des milliers d’enfants de toutes les régions ont pu bénéficier d’une formation de haut niveau accréditée par le Ministère de l’Éducation des Loisirs et des Sports.
La Société musicale Le Mouvement Vivaldi, réalise de nombreuses activités musicales dont l’événement le plus médiatisé est la réalisation de concerts au Grand Théâtre de Québec réunissant sur scène plus de quatre cent cinquante participants.

## Publications
- La méthode élémentaire pour violon Claude Létourneau
- Duos pour 2 violons, répertoire de la méthode élémentaire
- Gammes et arpèges pour violon
- J.S Bach pour violon et piano

## Honneurs et distinctions
1945 : Prix d'Europe
1999 : Prix d'excellence des Arts et de la Culture dans la catégorie Prix de La Fondation de l'Opéra de Québec